# Tamara de Lempicka
Tamara de Łempicka (Varsó, 1898. május 16. – Cuernavaca, 1980. március 18.) lengyel emigráns festő, az első szupersztár női művész, számos hollywoodi csillag kedvence napjainkban is. 
Kedvelte a titokzatosságot, születési helyéről és idejéről sem nyilatkozott egyértelműen. Újabb kutatások szerint 1894-ben született, de azt nem sikerült egyértelműsíteni, hogy Varsóban vagy Moszkvában. Születési neve Tamara Rosa Hurwitz volt.
Kubista hatásokkal indulva az art déco mestere lett. Első korszakában főképp portrékat készített, melyeken a nagypolgárság és az arisztokrácia rangos képviselői, illetve az előkelő szalonok világa jelenik meg. Kritikusai szerint Jean Auguste Dominique Ingres munkájának folytatója, újrafogalmazója volt.
Több magyar vonatkozású kapcsolata is ismert. Második férje Kuffner Raoul magyar gyáros, földbirtokos volt csaknem három évtizeden át.

## Élete
Előkelő, gazdag család tagjaként született az Orosz Birodalom védnöksége alatt létrehozott Kongresszusi Lengyelországban. Eredeti neve Maria Górska. Apja, Boris Gurwik-Górski orosz zsidó ügyvéd egy francia kereskedelmi cég alkalmazásában állt. Anyja, Malwina Dekler elismert társasági hölgy volt. Szülei egy európai fürdőhelyen ismerkedtek össze. Hárman voltak testvérek, ő volt a középső gyerek.
Tanulmányait bentlakásos iskolában végezte a svájci Lausanne-ban. 1911-ben a telet nagyanyjával Olaszországban és francia Riviérán töltötte, ekkor találkozott először nagy olasz mesterek műveivel. Szülei 1912-ben elváltak, s ő Oroszországba, Szentpétervárra került Stefa nevű gazdag nagynénjéhez. Attól fogva, hogy anyja újraházasodott, önálló életre vágyott. 1913-ban, 15 éves korában egy operaelőadáson megismert egy férfit, és elhatározta, hogy a felesége lesz. Jó kapcsolatokkal rendelkező nagybátyja segítségével 1916-ban hozzá is adták a hozományvadász Tadeusz Łempicki (1888-1951) ügyvédhez, aki nagy nőcsábász hírében állt, és akit megkísértett a jelentős hozomány.
1917-ben kitört az 1917-es októberi orosz forradalom, és férjét letartoztatták a bolsevikok. Hetekig kereste őt a börtönökben, majd a svéd konzul segítségével elérte, hogy szabadlábra helyezzék. Koppenhágába, Londonba, végül Párizsba utaztak, ahová a családja is menekült.

## Párizs és festés
Párizsban a Rue Mechain 7. szám alatt éltek. Modern lakásukat Robert Mallet-Stevens építész tervezte, art déco stílusú bútoraikat pedig nővére, a tervezéssel foglalkozó Adrienne Górska. Kezdetben a családi ékszerek eladogatásából éltek. Férje ugyanis képtelen volt megfelelő munkát találni magának, ami feszültséget keltett közöttük. Hamarosan megszületett gyermekük, Kizette.
Művészi tanulmányaiban gyorsan haladt és hamarosan európai hírű művésszé képezte magát. Munkáiban az akkoriban divatos art déco-t ötvözte a kubizmussal. Kezdetben André Lhote és Maurice Denis, a „lágy” és „szintetikus” kubizmus, illetve a „keresztény szimbolizmus” képviselői voltak a legnagyobb hatással rá.
Első nagy kiállítására 1925-ben, Milánóban került sor Emmanuele Castelbarco gróf támogatásával. Hat hónap alatt 28 festményt készített. Az év során átlagosan három hét alatt készült el egy-egy portréval, amivel 50 000 francia frankot (2000 dollárt) keresett. Ekkoriban festette meg egyik fő művét, az Auto-Portré (Tamara zöld Bugattival) címűt, amit a német Die Dame divatmagazin megbízásából készített. 1927-ben elnyerte élete első fődíját a bordói nemzetközi szépművészeti kiállításon a Kizette az erkélyen című alkotásával.

## Húszas évek
Az 1920-as évek alatt Párizs bohémvilágának jelentős alakja lett, ismerte Pablo Picassót, Jean Cocteaut és André Gide-t. Később kicsapongó életet élt, s biszexuális kapcsolatokat is létesített, ami festészetére is hatással volt. Férje egy idő után belefáradt a botrányokba, 1927-ben elhagyta őt, majd 1931-ben el is váltak Párizsban. Lányával, Kizettel keveset foglalkozott, bár a képeivel halhatatlanná tette őt. A kislány franciaországi és angliai bentlakásos iskolákban nevelkedett, a szünidőket pedig nagyanyjával, Malwinával töltötte. A lányát ábrázoló fontosabb képek: Kizette rózsaszínben (1926), Kizette az erkélyen (1927), Kizette alszik (1934), Kizette bárónő portréja (1954-1955). Többek szerint Kizette vonásai tűnnek fel a más nőket ábrázoló portréin is.
1928-ban régi pártfogója, diószeghi Kuffner Raoul báró (1886–1961) megbízta, hogy fesse le a szeretőjét. (A magyar nemességet kapott Kuffner családnak cukorgyára volt a Felvidéken, Diószegen.) A férfi és a festőnő között ebben az időben szerelmi kapcsolat alakult ki.
1929-ben, életében először az USA-ba utazott, hogy teljesítsen egy megbízást. Rufus T. Bush olajmágnás számára kellett egy portrét megfestenie, illetve egy kiállítást megrendeznie a saját munkáiból Pittsburghben, a Carnegie Intézetben. A munka jól haladt, de a nagy gazdasági világválság miatt megszakadt.
Az 1930-as években folytatta fokozott intenzitású életvitelét. Számtalan művet alkotott, ugyanakkor továbbra is híres maradt kicsapongásairól. A gazdasági válság nem volt hatással életszínvonalára, mert jelentős megrendelők keresték. A korai harmincas években megfestette XIII. Alfonz spanyol király és Erzsébet görög királyné arcképét, s ebben az időben kezdték el gyűjteni műveit a múzeumok is. 1933-ban Chicagóba utazott, ahol Georgia O'Keeffe, Santiago Martínez Delgado és Willem de Kooning művészekkel dolgozott együtt.
Társadalmi helyzetét megerősítette, hogy Zürichben 1934. február 3-án feleségül ment Kuffnerhez, akinek a felesége az előző évben elhunyt. Ő és a báró korán felismerték, hogy újabb világháború közeledik, és kelet-európai vagyonukat Svájcba menekítették. Az évtized vége felé a változó idők új elemet hoztak a művészetébe. Képein a szokásos arisztokraták mellett menekültek, egyszerű, hétköznapi emberek, valamint keresztény szentek is feltűntek.
Nagy visszhangot váltottak ki női aktképei, mert ekkoriban még botrányos volt, hogy nő alkotott ilyeneket. Biszexualitása miatt különleges perspektívából festette meg nőimodelljeit.

## Élete késői szakasza
1939-ben a házaspár nyaralásra az USA-ba utazott. Kiállítást akartak szervezni New Yorkban, de végül úgy döntöttek, hogy inkább Hollywoodba, Beverly Hillsbe mennek. Itt a magyar gyökerű King Vidor rendező volt rezidenciájában éltek, s a titokzatos, misztikus Greta Garbo lett a példaképe, akit utánozni igyekezett. Gyakran tett látogatást forgatásokon, ahol Tyrone Power, Walter Pidgeon, George Sanders és mások munkáját figyelte. Azok pedig őt keresték fel megnézni, hogy hogyan dolgozik.
1941-ben megszervezte, hogy Kizette elszökhessen a nácik által megszállt Párizsból Lisszabonon át. Mint mindenki ebben az időben, úgy ő is készített háborús témájú képeket. Néhány művében Salvador Dalí és a szürrealizmus hatása érződik, ilyen a Kulcs és kéz című képe 1941-ből. 1943-ban New Yorkba költöztek, ahol a rá jellemző életmódot továbbfolytatta, de a népszerűsége jelentősen csökkent. Rendszeresen utaztak Európába részint divatos fürdőhelyekre, részint azért, mert a férje Magyarországon menekültügyi munkát végzett. Témaválasztása ebben az időben gazdagodott, csendéleteket, sőt absztrakt képeket is festett. Végül egy egészen új stílust alakított ki, festőkést használva az ecset helyett. Új munkáit azonban nem fogadták kedvezően, amikor 1962-ben Alexander Iolas galériájában kiállított. Ekkor elhatározta, hogy visszavonul a nyilvánosságtól.
Ha néha még festett, akkor általában régebbi képeit festette meg új stílusában. Ilyen volt például az Amethyste (1946), amelyből A lány gitárral (1963) című lágyabb adaptáció született. Új munkáit a párizsi Ror Volmar Galériában mutatta be 1961. május 30. és június 17. között.
1961. november 3-án, útban New York felé, a Liberté óceánjáró fedélzetén szívrohamban elhunyt a férje. Értékeit eladta, és három föld körüli hajóutat tett. Végül Houstonba, Texasba költözött lányához. (Kizette itt élt férjével, Harold Foxhall-lal, aki a Dow Chemical Company vezető geológusa volt. Két lányt neveltek.) Kizette a titkára lett, de egy mindkettőjük számára nehéz, terhes időszak kezdődött, amit Tamara rosszkedve, hatalmaskodása és ingerült viselkedése jellemzett. Úgy érezte, hogy az 1970-es évekre már nemcsak a hozzáértő közönsége tűnt el, de még a festékek és festőszerszámok is rosszabbak, mint a „régi, szép időkben”.
1978-ban Cuernavacába, Mexikóba költözött, hogy egy részben idősödő művészekből, részben pedig fiatal arisztokratákból álló nemzetközi társaságban éljen. Miután Kizette férje rákban meghalt, felkereste anyját. Három hónappal később, 1980. március 18-án álmában örökre elszenderedett. Barátja, Victor Manuel Contreras és Kizette elhamvasztatta, s hamvait március 27-én a Popocatépetl vulkánba szórta.

## Emlékezete
- Utolsó éveiben egy új generáció fedezte fel magának, 1973-as retrospektív kiállítása elismerő kritikát kapott. Halála után korai art déco munkáinak nagy kereslete támadt.
- Gabriele D’Annunzióval való találkozásáról színpadi mű készült, ami a legtöbbször játszott színdarab volt Los Angelesben, 1984 és 1995 között 240 színész közreműködésével játszották.
- Egyik legnagyobb gyűjtője és csodálója Madonna, aki színpadi megjelenésében is utánozta őt, híres tisztelői továbbá Jack Nicholson és Barbra Streisand.
- 2024-ben dokumentumfilm készült az életéről Tamara de Lempicka igaz története – A túlélés művészete címmel. A filmet Julie Rubio rendezte, Amy Harrison és Julie Rubio írta, és leszármazók, egykori barátok emlékeznek benne Tamarára. Magyarországon 2025. májusában mutatták be az Uránia Nemzeti Filmszínházban magyar felirattal, és a budapesti Lengyel Intézet szervezésében. A filmvetítéssel egyidejűleg tartották Grzegorz Musiał lengyel szerző Én, Tamara c. életrajzi regényének bemutatóját, a könyv fordítója Mihályi Zsuzsa.[2]

## Fordítás
- Ez a szócikk részben vagy egészben a Tamara de Lempicka című angol Wikipédia-szócikk ezen változatának fordításán alapul.  Az eredeti cikk szerkesztőit annak laptörténete sorolja fel. Ez a jelzés csupán a megfogalmazás eredetét és a szerzői jogokat jelzi, nem szolgál a cikkben szereplő információk forrásmegjelöléseként.